# Östlig snårtangara
Östlig snårtangara (Calyptophilus frugivorus) är en av två fågelarter i den nybildade familjen snårtangaror inom ordningen tättingar, båda enbart förekommande på ön Hispaniola i Västindien.

## Utseende och läte
Östlig snårtangara är en 17-20 centimeter lång egenartad tvåfärgad och långstjärtad fågel som trivs i undervegetation. Ovan är den mörkbrun, under vit. Den har en gul fläck på tygeln och är även gul kring vingknogen. Sången är en vacker visslande serie, lätet ett skarpt "tjeck".

## Utbredning och systematik
Östlig snårtangara förekommer på ön Hispaniola och delas in i tre underarter med följande utbredning:
- Calyptophilus frugivorus frugivorus – centrala Dominikanska republiken (Cordillera Central); tidigare också i låglänta omrdåen i östra Dominikanska republiken
- Calyptophilus frugivorus neibei – sydvästra Dominikanska republiken (Sierra de Neiba, Sierra Martin Garcia och östra Sierra de Bahoroucos; i de två senare möjligen en obeskriven underart)
- Calyptophilus frugivorus abbotti – Gonâve Island (väster om Haiti)

Tidigare placerades abbotti som underart till västlig snårtangara. Östlig och västlig snårtangara behandlades tidigare som en och samma art, men betraktas idag som två skilda arter baserat på morfologiska och genetiska skillnader.

### Familjetillhörighet
Snårtangarorna har traditionellt placerats i familjen tangaror (Thraupidae). DNA-studier visar dock att de troligen tillhör en egen utvecklingslinje i en karibisk grupp som även inkluderar "tangarorna" i Nesospingus, Spindalis och Phaenicophilus samt de båda "skogssångarna" Microligea och Xenoligea.

## Levnadssätt
Fågeln är mestadels marklevande i lövfällande skogar och täta buskage, framför allt i raviner och nära vatten, men har setts i mer arida miljöer på Ile de Gonâve. Underarten neibei förekommer företrädande i bergstrakter över 1.000 meters höjd, men har setts ner till 800 meter. Både nominatformen och abbotti har dock noterats under 600 meters höjd. Arten häckar troligen mellan maj och juli. Den lever huvudsakligen av ryggradslösa djur snarare än frukt som dess vetenskapliga namn antyder (frugivorus betyder "fruktätare").

## Status
Östlig snårtangara har en liten population som uppskattas till endast 15.000-25.000 individer. Den tros också minska i antal till följd av skogsavverkning. IUCN kategoriserar därför arten som nära hotad. Både nominatformen frugivorus liksom abbotti har inte setts till sedan tidigt 1980-tal och är troligen utdöda.